# Tricyclea dubia
Tricyclea dubia är en tvåvingeart som beskrevs av Zumpt 1953. Tricyclea dubia ingår i släktet Tricyclea och familjen spyflugor. Inga underarter finns listade i Catalogue of Life.